# Борки (Ополско войводство)
Вижте пояснителната страница за други значения на Борки.
Бо̀рки (на полски: Borki) е село в южна Полша, Ополско войводство, Ополски окръг, община Велки Добжен. Според Полската статистическа служба към 31 декември 2009 г. има 529 жители.

## Местоположение
Селото се намира в географския макрорегион Силезка равнина, който е част от Централноевропейската равнина. Разположено е край републикански път 454, на 3 km южноизточно от общинския център Велки Добжен.

## Забележителности
В Регистърът на недвижимите паметници на Националния институт за наследството е вписано:
- Параклис-камбанария“[2]